# Bernhard P. Wirth

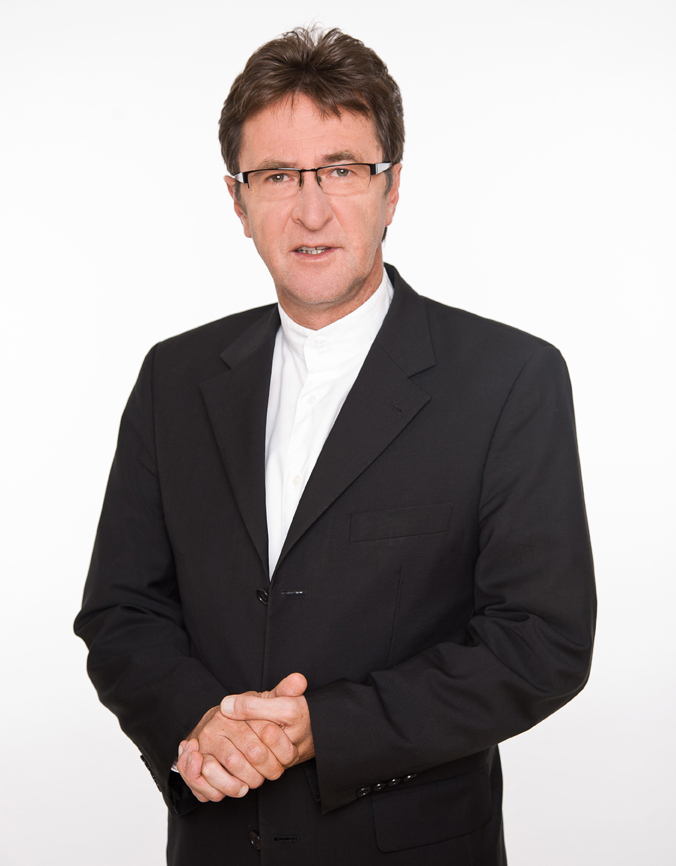
Bernhard P. Wirth (2013)

Bernhard P. Wirth (Bernhard Paul Wirth; * 1958 in Nürnberg) ist ein deutscher Sachbuchautor.

## Leben
Wirth absolvierte nach eigenen Angaben seit 1986 Trainerausbildungen für Körpersprache, Kommunikation, Neuro-Linguistisches Programmieren (NLP), medizinische Hypnose, Engpasskonzentrierte Strategie und Zeitmanagement. Seit 1989 behandelt er diese Themen in Vorträgen, Seminaren, Büchern, Audio-CDs, Video Online Kursen und DVDs.

## Veröffentlichungen (Auswahl)
Bücher 
- Krankheiten Tränen unserer Psyche: Über 500 Krankheitsbilder und deren psycho-somatischer Bedeutung. Engelsdorfer Verlag 2009, ISBN 978-3-86901-632-0.
- Alles über Menschenkenntnis, Charakterkunde und Körpersprache. 8., unveränd. Auflqge. Mvg Verlag, 2010, ISBN 978-3-636-06382-3
- 30 Minuten für bessere Menschenkenntnis. Gabal Verlag, Offenbach 2001, ISBN 3-89749-184-2.
- 30 Minuten für bessere Selbsterkenntnis. Gabal Verlag, Offenbach 2004, ISBN 3-89749-255-5.
- Was Sie schon immer über Menschenkenntnis, Körpersprache und Charakterkunde wissen wollten MVG Verlag, ISBN 978-3-478-89001-4
- Krankheiten und Schicksale: Tränen der Seele - Wenn die Seele zum Gespräch bittet... BoD – Books on Demand, Norderstedt, 2021, ISBN 9783754322321
- Verschluss-Sache: BIBEL - Urhebräische Bibel-Übersetzung …über die Grundstruktur von Welt und Mensch, BoD – Books on Demand, Norderstedt 2023, ISBN 9783752831702

### Videos
- Verschluss-Sache: MENSCH

### Tonträger
- Körpersprache und Charakterkunde: Wo immer Sie stehen, sitzen oder liegen, 2013
- Jetzt TUN, 2007